# 아부키르만

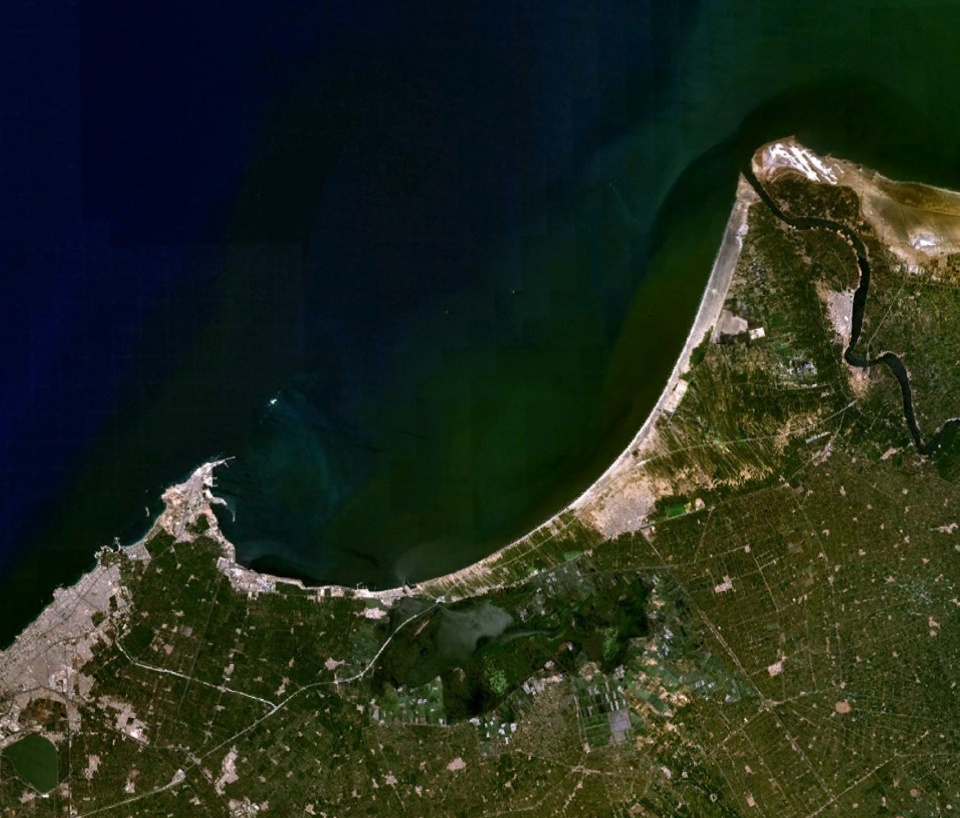

아부키르만(Abu Qir Bay)은 이집트의 알렉산드리아 근처 지중해에 있는 넓은 만으로 나일강의 로제타 어귀와 마을 사이에 있다. 아부 키르. 카노푸스(Canopus), 헤라클레이온(Heracleion), 메노티스(Menouthis) 등의 고대 도시는 아부키르만의 물 속에 잠겨 있다. 1798년에는 영국 왕립 해군과 프랑스 제1공화국 해군 사이에 벌어진 나일강 해전이 벌어진 곳이기도 하다. 이 만에는 1970년대에 발견된 천연가스전이 있다.

## 육지 침수
고전 자료에 따르면 나일 삼각주의 카노픽 지류는 한때 헤라클레이온 근처나 카노푸스 동부 지역에서 바다로 들어갔다. 이슬람 문헌과 지질고고학을 활용한 조사를 종합하면 이 지류는 대홍수로 인해 카노푸스 동부가 만에 가라앉았던 8세기에도 여전히 존재했음을 알 수 있다. 카노픽 지점은 이후 거절되었고 결국 폐쇄되었다.
카노푸스 지역의 토지는 해수면 상승, 지진, 쓰나미의 영향을 받았으며, 그 대부분은 이미 기원전 2세기 말에 토양 액상화로 인해 침수된 것으로 보인다.